# Либу

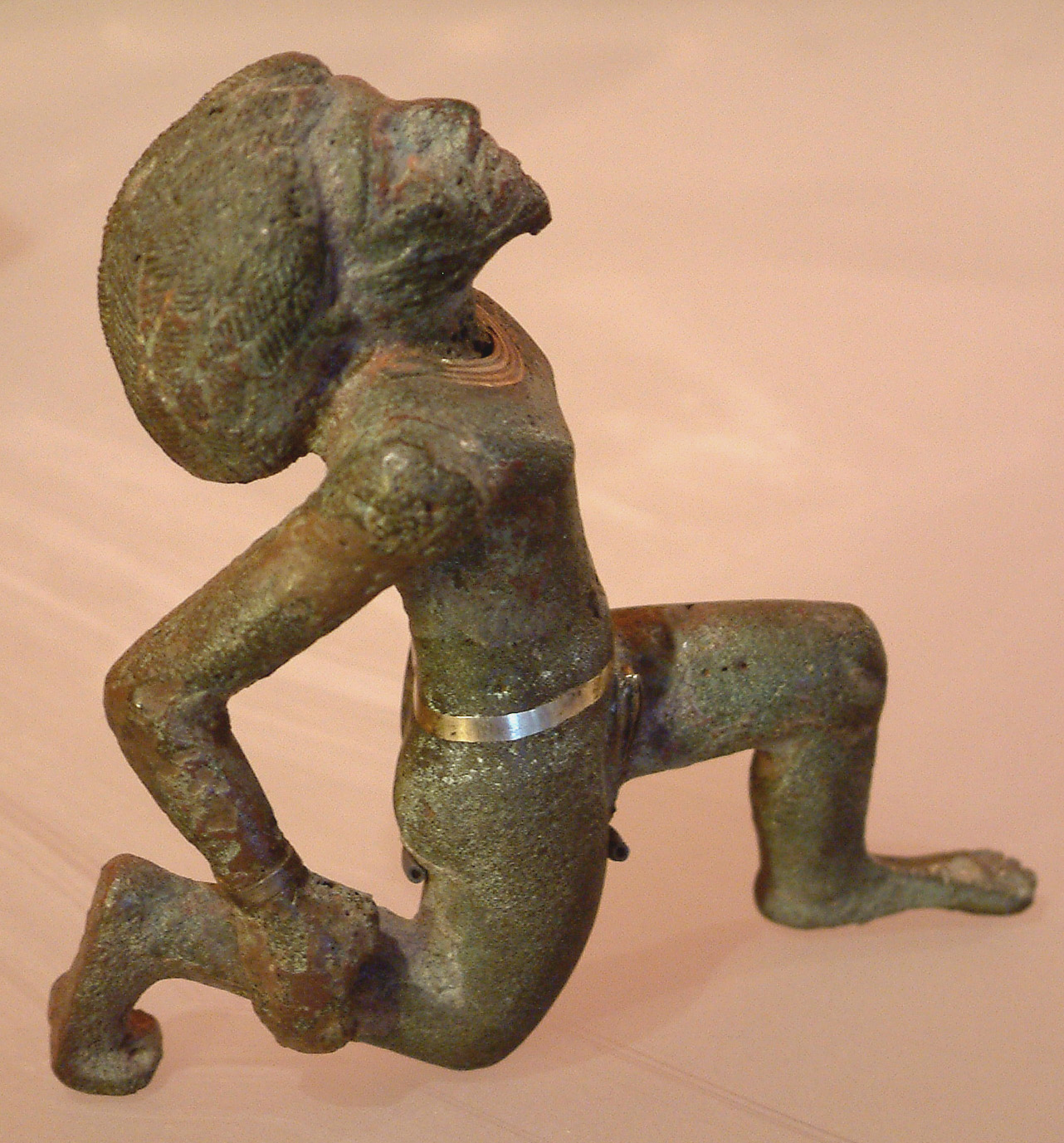
Побеждённый ливиец. Бронза, инкрустированная золотом и серебром, правление Рамсеса II (XIX династия) 1279–1213 годы до н. э. (Лувр, Париж).

Либу (егип. rbw; также транскрибируется как Ребу, Лебу, Лбоу, Либу) были древнеливийским племенем берберского происхождения, от которого произошло название Ливия.

## Ранняя история

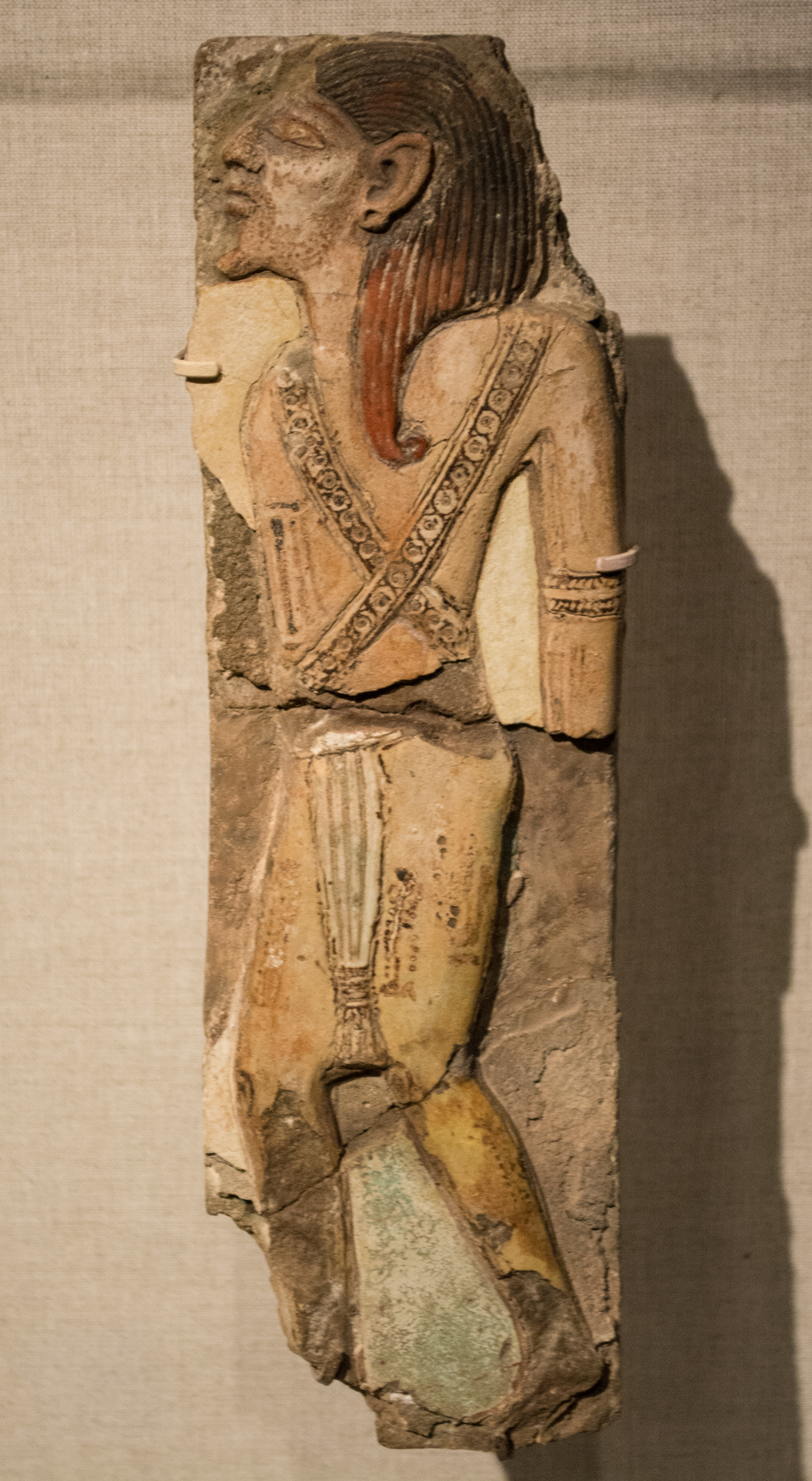
Фаянсовая плитка с трона фараона Рамсеса III с изображением татуированного древнеливийского вождя (около 1184–1153

Их оккупация Древней Ливии впервые засвидетельствована в текстах на египетском языке из Нового Царства, особенно из Периода Рамессидов. Самое раннее упоминание встречается в надписи Рамсеса II. В египетском письме не было гласных. Имя либу пишется как rbw египетскими иероглифами. В Великой Карнакской надписи Мернептах описывает, как военные действия между Египтом и Ливией вспыхнули на 5-м году его правления (1208 год до н. э.) и как коалиция либу и «народов моря» во главе с вождём под названием царь либу Мерьей потерпел поражение. Либу появляется как этническое имя на Стеле Мернептаха, также известной как Израильская стела, но постоянное описание Мерьея как царя подразумевает, что они были своего рода царством, но в этом мы не можем быть уверены, однако некоторые историки предполагают, что бронзовые мечи, которые они использовали, были из Европы.
Рамсес III победил ливийцев на 5-м году своего правления, но шесть лет спустя ливийцы присоединились к мешвешу и вторглись в западную Дельту и снова потерпели поражение.
Это имя «либу» было перенято греками из Киренаики, которые сосуществовали с ними. Географически название этого племени было принято греками для «Киренаики», а также для северо-западной Африки в целом.
В нео-пунических надписях либу записывалось как лбй для существительного мужского рода и лбт для существительного женского рода от слова ливийский. Предположительно, в этих надписях это имя использовалось как этническое.

## Великие вожди Либу
В западной дельте Нила некоторое время во время XXII династии Египта процветало царство Либу во главе с «Великими вождями Либу». Эти правители вскоре сформировали династию, и у них часто были местные «вожди ма(шуаш)» в качестве своих подчинённых. Кульминацией династии стало вождество Тефнахта I, который, несмотря на титулы «великий вождь либу» и «вождь ма» в Саисе, скорее был египетского происхождения, чем происхождения либу или ма. Позднее Тефнахт I присвоил себе даже титул фараона, основав XXIV династию Египта.
Здесь следует преемственность известных «Великих вождей Либу». Раньше они датировали свои памятники в соответствии с годами царствования фараона XXII династии одной эпохи.
| Имя           | Изображение | Засвидетельствовано в год царствования...                 | Соответствующие абсолютные данные                  | Примечания                                                        |
| ------------- | ----------- | --------------------------------------------------------- | -------------------------------------------------- | ----------------------------------------------------------------- |
| Инамуннифнебу |             | 31-й год Шешонка III                                      | 795 год до н. э.                                   | -                                                                 |
| Ниуматепед    |             | 4-й год Шешонка IV 8-й год Шешонка IV 10-й год Шешонка IV | 795 год до н. э. 791 год до н. э. 789 год до н. э. | Возможно, два разных правителя с одним и тем же именем.           |
| Тьерпахати    |             | 7-й год Шешонка V 15-й год Шешонка V                      | 760 год до н. э. 753 год до н. э.                  | Также известен в литературе как Тьерпер или Титару, сын Диди.     |
| Кер           |             | 19-й год Шешонка V                                        | 749 год до н. э.                                   | -                                                                 |
| Рудамун       |             | 30-й год Шешонка V                                        | 738 год до н. э.                                   | -                                                                 |
| Анххор        |             | 37-й год Шешонка V ?-й год Шешонка V                      | 731 год до н. э. ?-й год до н. э.                  | Сражался против Тефнахта и, вероятно, потерпел от него поражение. |
| Тефнахт I     |             | 36-й год Шешонка V 38-й год Шешонка V                     | 732 год до н. э. 730 год до н. э.                  | -                                                                 |